# دارنيل هوارد
دارنيل هوارد (بالإنجليزية: Darnell Howard)‏ هو عازف ساكسفون أمريكي، ولد في 25 يوليو 1905 في شيكاغو في الولايات المتحدة، وتوفي في 2 سبتمبر 1966 في سان فرانسيسكو في الولايات المتحدة.

## وصلات خارجية
- دارنيل هوارد على موقع ميوزك برينز (الإنجليزية)
- دارنيل هوارد على موقع أول ميوزيك (الإنجليزية)
- دارنيل هوارد على موقع ديسكوغز (الإنجليزية)